# 올루그벵가 아시루
올루그벵가 아시루(영어: Olugbenga Ashiru, 1948년 8월 27일 ~ 2014년 11월 29일)는 2011년부터 2013년까지 나이지리아 외무장관을 지냈다. 라고스 대학교를 졸업하고 직업 외교관인 그는 이전에 주한 대사와 남아프리카 공화국 고등판무관을 지냈다. 2014년 11월 남아프리카 공화국에서 66세의 나이로 사망했다.